# Анарбекова, Куралай Галимжановна
Курала́й Галимжа́новна Анарбе́кова (каз. Анарбекова Құралай Ғалымжанқызы; 11 июня 1989 года, Шалкар, Актюбинская область, Казахская ССР, СССР) — казахстанская актриса, кинопродюсер, основательница и глава компании Corich Group. Является вице-президентом Федерации триатлона Астаны.

## Биография
Куралай Анарбекова родилась 11 июня 1989 года в городе Шалкар (Актюбинская область). С детства занималась гимнастикой и народными танцами. Окончила среднюю школу № 40 города Актобе. В 2005 году поступила в Актюбинский политехнический колледж на факультет «Автоматизация и управление нефти и газа». Происходит из племени  Табын
В 2006 получила титулы «Мисс АПК» и «Мисс Актобе». Представляла Актобе на конкурсе «Мисс Казахстан 2006».
В 2009 году поступила в КазНТУ имени Сатпаева (Алматы).
В 2010 году дебютировала в главной роли в фильме известного казахского режиссёра Талгата Теменова «Мой грешный ангел» (Менің күнәлі періштем, 2010) с участием Жерара Депардьё.
Получила известность после роли Корлан в фильме Акана Сатаева «Войско Мын Бала» (Жаужүрек мың бала, 2011). На роль Корлан претендовали около 120 девушек-актрис, но режиссёр выбрал Куралай Анарбекову.
В 2012 году поступила во ВГИК им. Герасимова (Москва) на специальность «Продюсер кино и ТВ».
Работала в продюсерской фирме «Профит» Игоря Толстунова. Выступила в качестве продюсера сериалов «Алтын ұя» и «Дуэт».
В 2013 году стала лауреатом государственной премии «Серпер» в номинации «Кино».
В 2016 году снялась в комедийном фильме Нурлана Коянбаева «Бизнес по-казахски».
В 2017 году стала генеральным продюсером и сыграла главную роль в комедии «Брат или брак», которая побила рекорд казахстанского кинопроката в полтора раза, набрав в прокате 455 миллионов тенге.
В мае 2018 года Куралай Анарбекову пригласили на открытие Каннского кинофестиваля. Она прошла по красной ковровой дорожке в платье от датского дизайнера Изабель Кристенсен.
В том же году вошла в список Forbes Kazakhstan «30 моложе 30». А также заняла 14-е место в рейтинге «20 звезд шоу-бизнеса и спорта — 2018».
Летом 2018 года были завершены съёмки комедии «Брат или брак 2». Куралай Анарбекова вновь стала генеральным продюсером и сыграла главную роль. Фильм вышел в прокат 31 января 2019 года.
В январе 2019 года стала участницей церемонии открытия Года молодежи в Казахстане с участием Президента Нурсултана Назарбаева.
В мае 2019 года Куралай Анарбекова вошла в молодёжное крыло Республиканского общественного штаба кандидата в президенты Касым-Жомарта Токаева, став доверенным лицом.
Летом 2019 года начала обучение по программе Executive MBA (EMBA) в Высшей школе бизнеса Назарбаев Университета.
В сентябре 2019 Куралай Анарбекова получила приз Almaty Film Festival за лучшую женскую роль (фильм «Брат или брак 2»).
Осенью 2019 года заявила о запуске двух новых проектов — «Ва-банк» и «ТойХана». В конце 2019 года Куралай Анарбекову наградили медалью в честь 150-летия Актобе.
Фильм «Ва-банк» был представлен в декабре 2019 года. Ради съемок Куралай Анарбекова стала блондинкой.
Фильм «ТойХана» не успел выйти в 2020 году и был отложен из-за начавшейся пандемии коронавируса. Выход фильма состоялся в ноябре 2021 года.
В феврале 2023 года Куралай Анарбекова представила свою новую картину - «Вакцина от коррупции».
Также в 2023 году стало известно, что Куралай Анарбекова стала ведущей тревел-шоу «Орел и Решка: Казахи».
Весной 2024 году она презентовала «Брат или Брак 3», снова сыграв главную роль и выступив в роли генерального продюсера.

## Личная жизнь
В 2025 году вышла замуж

## Фильмография
| Год  |   | Русское название     | Оригинальное название | Роль           |
| ---- | - | -------------------- | --------------------- | -------------- |
| 2010 | ф | Мой грешный ангел    | Менің күнәлі періштем | Айша           |
| 2011 | ф | Войско Мын Бала      | Жау жүрек мың бала    | Корлан         |
| 2014 | ф | Аманат               | Amanat                | Бопай          |
| 2016 | ф | Замуж в 30           | Замуж в 30            | Алина (эпизод) |
| 2016 | ф | Дорога к матери      | Анаға апарар жол      | Айсулу         |
| 2016 | ф | Бизнес по-казахски   | Қазақша бизнес        | Лаура          |
| 2017 | ф | Брат или брак        | Брат или брак         | Гаухар         |
| 2018 | ф | Брат или брак 2      | Брат или брак 2       | Гаухар         |
| 2019 | ф | Ва-банк              | Ва-банк               | Камила         |
| 2021 | ф | ТойХана              | ТойХана               | Айжан          |
| 2023 | ф | Вакцина от коррупции | Вакцина от коррупции  | Сымбат         |
| 2024 | ф | Брат или брак 3      | Брат или брак 3       | Гаухар         |